# الحازة (صعدة)
الحازة هي إحدى قرى الجمهورية اليمنية. وهي تتبع جغرافيًا لمحافظة صعدة. وإداريًا لمديرية منبه. يبلغ تعداد سكانها 1449 نسمة حسب الإحصاء الذي جرى عام 2004.